# Рузбех Чешми
Рузбех Чешми (на персийски: روزبه چشمی; роден на 17 декември 1989 в Техеран, Иран) е ирански футболист, играе като централен защитник и се състезава за катарския „Ал Садд“ (Доха) и националния отбор на Иран.

## Успехи

### Естеглал
- Купа Хазфи (1): 2017/18
- Шампион (1): 2021/22
- Суперкупа (1): 2022